# Bầu cử tổng thống Hoa Kỳ 2004
Cuộc bầu cử tổng thống Hoa Kỳ năm 2004 diễn ra vào thứ ba, ngày 2 tháng 11 năm 2004, là cuộc bầu cử tổng thống thứ 55 liên tục bốn năm một lần trong lịch sử Hoa Kỳ. Cuộc bầu cử này bầu chọn một tổng thống và phó tổng thống. Người dân đã bầu chọn các đại cử tri, và dựa trên kết quả tại khu vực mà họ đại diện, những đại cử tri này đã chính thức bầu chọn tổng thống và phó tổng thống mới vào ngày 13 tháng 12 năm 2004.
Cuộc bầu cử diễn ra cùng ngày với các cuộc bầu cử quốc hội (34 ghế thượng viện và tất cả 435 ghế hạ viện) và địa phương (11 chức vụ thống đốc và vô số cuộc trưng cầu dân ý) trong cuộc tổng tuyển cử Hoa Kỳ, 2004.
Tổng thống đương nhiệm George W. Bush (Bush con) từ Texas, người đang tái tranh cử cho nhiệm kỳ thứ hai và cuối cùng của mình, đã được tái đề cử làm ứng cử viên đại diện cho đảng Cộng hòa. Thượng nghị sĩ John Kerry từ Massachusetts, đã được đề cử làm ứng cử viên đại diện cho đảng Dân chủ.
Kết quả cho thấy ông Bush con đã giành đủ phiếu đại cử tri đoàn là 286, để đánh bại đối thủ của mình là ông Kerry. Vì thế, ông Bush con đã được tái đắc cử tổng thống cho nhiệm kỳ thứ hai và ông đã được tái nhậm chức vào ngày 20 tháng 1 năm 2005.
Trong cuộc bỏ phiếu của đại cử tri vào ngày 13 tháng 12, chỉ một đại cử tri đã bỏ phiếu chống lại ông Kerry. Cuối cùng, ông Bush con đã nhận được 286 phiếu đại cử tri, còn ông Kerry đã nhận được 251 phiếu đại cử tri, và ông John Edwards chỉ nhận được một phiếu đại cử tri duy nhất.